# Моллериус, Иван Петрович
 Иван Петрович Моллериус  (1851—1913) — русский государственный деятель, Иркутский губернатор (1897—1905, 1906—1908).

## Биография
Происходил из потомственных дворян; отец — инженер министерства путей сообщения, тайный советник (с 1890) Пётр Егорович Моллериус (1812—1895). Окончив курс в Санкт-Петербургском университете со степенью кандидата прав, вступил в службу 22 декабря 1873 года в министерство юстиции, с причислением к департаменту министерства и с откомандированием для занятии во 2-е отделение 5-го департамента Правительствующего Сената. В 1874 году назначен исполнять должность судебного следователя Волковысского уезда Гродненской губернии. В 1879 году перешёл на службу в министерство внутренних дел правителем канцелярии гродненского губернатора. Состоя в этой должности, составил и издал Руководство для полицейских урядников по предупреждению, пресечению и исследованию преступлении. В 1881 году приглашён делопроизводителем в учреждение по Высочайшему повелению Гродненскую комиссию по еврейскому вопросу, и по поручению этой комиссии составил заключение. В 1882 году был делопроизводителем Гродненской комиссии по питейному вопросу. В 1883 году причислен к министерству внутренних дел, с откомандированием в распоряжение исполняющего должность временного генерал-губернатора и вскоре назначен помощником управляющего канцелярией генерал-губернатора.
В 1885 году состоял так же делопроизводителем происходившего в Одессе совещания по вопросу о мерах к истреблению саранчи, членом от министерства внутренних дел в созванной в Ростове на Дону комиссии для пересмотра положения о местном гирловом комитете, членом Одесской комиссии по вопросу о переустройстве карантинной части на Чёрном море. Некоторое время исполнял должность агента министерства иностранных дел в Одессе. В 1887 году был делопроизводителем Одесской комиссии по филоксерскому вопросу об объединении карантинов северного побережья Чёрного моря и Кавказа. В 1888 году назначен управляющим канцелярии Одесского временного генерал-губернатора и состоял членом комиссии по вопросу об устройстве нефтяной гавани в Одессе. В следующем году был перемещён на должность правителя канцелярии Иркутского генерал-губернатора.
В начале 1895 года произведён в чин действительного статского советника, с 6 декабря 1905 года — тайный советник.
Дважды занимал пост гражданского губернатора Иркутской губернии — с 1 (13) февраля 1897 по 18 февраля (3 марта) 1905 года, и с 1906 по 1908 годы.
Умер 22 марта 1913 года в Санкт-Петербурге.

## Труды
- Руководство для полицейских чинов : (Пособие к изуч. обязанностей полиции). — СПб.: тип. М. Волковича, 1911
- Очерк противогосударственных учений. — СПб.: В. Березовский, 1911